# Raión de Sniatyn
Sniatyn (en ucraniano: Снятинський район) fue un raión o distrito de Ucrania en el óblast de Ivano-Frankivsk. En la reforma territorial de 2020, su territorio fue incluido en el raión de Kolomyya.
Comprendía una superficie de 602 km².
La capital era la ciudad de Sniatyn.

## Demografía
Según estimación 2010 contaba con una población total de 68979 habitantes.

## Otros datos
El código KOATUU es 2625200000. El código postal 78300 y el prefijo telefónico +380 3476.